# ナツィォナール・リーガ
ナツィォナール・リーガ（Nationalliga）は、スイスの野球リーグである。スイス野球・ソフトボール連盟（Swiss Baseball and Softball Federation; SBSF）によって運営されている。トップリーグのナツィォナール・リーガA（NLA）、2部リーグのナツィォナール・リーガB（NLB）、3部リーグの1.リーガで構成される。

## 歴史
スイスで初めて野球クラブチームの試合が行われたのは1980年11月11日のことで、ルツェルンに本拠地を置くホワイトソックスとチューリッヒに本拠地を置くチャレンジャーズが対戦した。翌1981年7月26日には、セレージオ・ルガーノ、チャレンジャーズ、イーグルス・ロイスビュール、フライヤーズ・テルヴィルの4球団によってスイス野球・ソフトボール連盟（Schweizerische Baseball und Softball Verband; SBSV）が設立された。
1982年には初めてのスイス選手権が開催されたほか、当時の国際野球連盟や欧州アマチュア野球連盟への加盟が認められた。
リーグに加盟するチームは徐々に増加し、1986年にはNLAとNLBに分割された。
1987年には、チャレンジャーズ・チューリッヒがヨーロピアンカップの予選にスイス代表として初めて出場した。
1990年代に入ると、国内の野球チームが増加する一方で、1996年にはフランス語圏のチームがSBSVから独立してフランス語圏野球連盟（Fédération romande de baseball; FRB)を設立し、スイス・フランス語圏野球リーグ（Ligue Suisse Romande de Baseball）を開始するなどの混乱も見られた。
2008年ごろからはリーグのプロ化を見据えてマーケティング部門が強化され、連盟も国際的な認知度を意識してSBSFに改称された。2010年にはチューリッヒのヘーレンシューリ・スポーツコンプレックスに国内初の野球専用球場が完成し、2012年に開催された国際大会「アルペンカップ」ではリーグ選抜チームがスイス代表を破り優勝した。
リーグ所属チームのヨーロピアンカップでの躍進も見られ、2008年にチェコのブルノで開催された予選では、ベルン・カージナルスがスイスのチームとして初めて本大会出場権を獲得した。2012年には初めてプレーオフを勝ち上がり、ドイツのレーゲンスブルクで2013年に開催された決勝に進出した。2025年現在では、カップ戦の3部にあたるフェデレーションカップに2チームが参戦している。

## 参加チーム
2025年シーズンのNLA参加チームと本拠地は以下の通りである。
| チーム                                            | 本拠地                                                                   |
| ------------------------------------------------- | ------------------------------------------------------------------------ |
| ルツェルン・イーグルス Lucerne Eagles             | ルツェルン州 ルツェルン イーグルス・ボールパーク・ルツェルン             |
| シッサッハ・フロッグス Sissach Frogs              | バーゼル＝ラント準州 シッサッハ タンネンブルン・スポーツセンター         |
| テルヴィル・フライヤーズ Therwil Flyers           | バーゼル＝ラント準州 テルヴィル ケーネルマット1                          |
| ヴィル・パイレーツ Wil Pirates                    | ザンクト・ガレン州 ヴィル シュピールフェルト・リンデンホフ・ヴィル       |
| チューリッヒ・バラクーダズ Zürich Barracudas      | チューリッヒ州 チューリッヒ ベースボールスタディオン・ヘーレンシュールリ |
| チューリッヒ・バラクーダズ3 Zürich Barracudas 3   | チューリッヒ州 チューリッヒ ベースボールスタディオン・ヘーレンシュールリ |
| チューリッヒ・チャレンジャーズ Zürich Challengers | チューリッヒ州 チューリッヒ ベースボールスタディオン・ヘーレンシュールリ |